# Candido Ghiotti
Candido Ghiotti (Torino, 12 settembre 1841 – Torino, 9 aprile 1915) è stato un glottologo italiano.
Cavaliere dell'Ordine dei SS. Maurizio e Lazzaro, Commendatore della Corona d'Italia, Medaglia d'oro della P.I., Accademico dei Palmiers, Accademico di Francia. Le sue opere sono state premiate con numerose medaglie d'oro ad Esposizioni nazionali e internazionali.
A soli 17 anni ottiene presso la Regia Università di Torino i diplomi per l'insegnamento delle lingue francese e inglese. Dal 1884 al 1901 direttore della Scuola Tecnica G. Sommeiller di Torino. Giovanissimo pubblica (1864) i primi dei suoi numerosi testi didattici per l'apprendimento della lingua francese (grammatiche e sintassi, antologie, esercizi, temi, corrispondenza commerciale). La sua Grammatica ragionata, riveduta, era ancora in uso dopo il 1950 e fu stampata in circa mezzo milione di copie. Autore del famoso vocabolario bilingue Italiano-Francese e Francese-Italiano, nelle due versioni: comparativo delle lingue (1883) e scolastico (1890); quest'ultimo insuperato fino al 1960 alla 156ª ristampa e poi ancora riedito fino al 1983 con il titolo Il novissimo Ghiotti.
Nel 1930 ne fu tratto Il piccolo Ghiotti, edizione ridotta della 100ª ristampa, che fu riedito fino al 1995. La diffusione dei suoi dizionari in Italia è stata capillare: la quasi totalità degli studenti di ogni ordine e grado come pure degli enti e ditte del XX secolo ha usato un dizionario Ghiotti per le traduzioni e le versioni.